# Барабаші (село)
Барабаші — колишнє село Ордівської сільської ради Нововодолазького району, Харківська область.
Приєднане до села Нова Мерефа.

## Географія
Село розташовувалося на лівому березі річки Джгун, вище за течією розташоване село Нова Мерефа, нижче за течією — Щебетуни.

## Принагідно
- Історія міст і сіл Української РСР [Архівовано 4 лютого 2016 у Wayback Machine.]
- Мапіо